# بحث نوعي

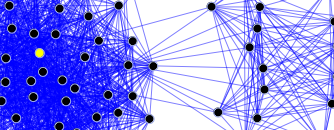

البحث النوعي (بالإنجليزية: Qualitative research)‏ هو منهج علمي للملاحظة من أجل الحصول على بيانات غير رقمية. ويشير هذا النوع من البحث إلى المعاني والمفاهيم والتعريفات والخصائص والاستعارات والرموز ووصف الأشياء، وليس إلى إحصائها أو قياسها. ويجيب هذا البحث عن الكيفية والأسباب الممكنة لحدوث ظاهرة معينة، بدلًا من الإجابة عن عدد مرات حدوثها. توظف مداخل البحث النوعي عبر العديد من التخصصات الأكاديمية، إذ تركز تحديدًا على العناصر البشرية للعلوم الطبيعية والاجتماعية. تشمل مجالات التطبيق البعيدة عن السياقات الأكاديمية، على أبحاث السوق النوعية، والأعمال التجارية، والخدمات التوضيحية التي تقدمها المنظمات غير الربحية، والصحافة.
وتشمل المداخل النوعية بوصفها مجالًا للدراسة، على مفاهيم ومناهج البحث الآتية من العديد من المجالات الأكاديمية المعترف بها. قد يختلف هدف مشروع البحث النوعي باختلاف الخلفية التخصصية، مثل سعي عالم النفس نحو الفهم العميق للسلوك البشري والأسباب التي تحكم مثل هذا السلوك على سبيل المثال. وتعتبر المناهج النوعية هي الأفضل في بحث العديد من مسائل التجربة البشرية في جوانبها التفسيرية والوصفية، في اتخاذ قرار على سبيل المثال (ليس فقط ما أو أين أو متى أو من)؛ ولديه أساس قوي في مجال علم الاجتماع بهدف فهم البرامج الاجتماعية والحكومية. يُستخدم البحث النوعي على نطاق واسع لدى الباحثون في مجالات العلوم السياسية والعمل الاجتماعي والتربية.
تقدم المناهج النوعية في التصور التقليدي لدى علماء الإحصاء، تفسيرات فقط لحالات معينة مدروسة (على سبيل المثال، كجانب من إثنوغرافيا برنامج حكومي مطبق حديثًا). وتعتبر أي استنتاجات عامة مجاوزة لسياق الدراسة، بمثابة قضايا مؤقتة (تأكيدات معروفة)، نظرًا لعدم الحصول على القضايا العامة غالبًا، على أساس النظرية الإحصائية. وبالتالي تحتاج المناهج النوعية إلى توفير دليل وتبرير رياضي لمثل تلك الفرضيات من أجل مزيد من البحث. وقد يُحاجج الباحث النوعي في المقابل، بأن فهم الظاهرة أو الموقف أو الحدث، يأتي من استكشاف مجمل الموقف (على سبيل المثال، المداخل الفينومينولوجية، والتفاعلية الرمزية)، مع الوصول غالبًا على كميات كبيرة من البيانات الصارمة لنموذج غير رقمي. وقد تبدأ كمدخل للنظرية متأصل، مع عدم وجود فهم سابق للظاهرة لدى الباحث؛ أو قد تبدأ الدراسة من خلال قضايا أو مقترحات ثم التحرك بطريقة علمية وتجريبية خلال عملية البحث (على سبيل المثال، بوجدان وتايلور 1990).
يمكننا التمييز بين هؤلاء الذين يتبعون منطق المناهج الكمية في قواعدهم ومعايرهم، ثم إجراء تعميمات بالمعنى الرقمي (أي من حالات عديدة إلى حالات أكثر عددًا)، وبين هؤلاء الذين يتبعون بوضوح مناهج نوعية، إذ أنها لا تعتمد في تفسيراتها وتعميماتها على تكرار حدوث ظاهرة اجتماعية معينة، ولكن على منطق التعميم من حالة فردية، سواء كانت تلك الحالة عبارة عن سيرة شخصية أو منظمة أو وسط معين أو وضع اجتماعي؛ فيشمل ذلك على عمل توصيفات مجهرية ومكبرة للظاهرة التي نهتم بها، وكذلك بهدف التعميم من حالة فردية. -جابرييل روزنتال (2018: 13): البحث الاجتماعي التفسيري؛ مقدمة.
تعتبر دراسة الحالة هي المنهج الشائع في البحث النوعي (ستاك 1995، ين 1989)، والتي تفحص بعمق عينات هادفة من أجل فهم أفضل للظاهرة (دعم الأسر على سبيل المثال؛ راسينو 1999)؛ ويعبر منهج دراسة الحالة عن تفضيل الباحثين النوعيين للعمق والتفاصيل والسياق، وغالبًا ما يعملون مع عينات أصغر وأكثر تركيزًا، مقارنة مع العينات الأكبر التي تعتبر مصدر الاهتمام الأول بالنسبة للباحثين الإحصائيين، إذ يسعون وراء القوانين العامة. وتُعد المناهج النوعية عنصرًا مكملًا لزوايا التحليل الخمسة التي تتبناها منهجية ترشيح البيانات. ويمكن لتلك المناهج أن تُستخدم جنبًا إلى جنب مع المناهج الكمية، والمراجعات الدراسية أو العلمانية للمادة العلمية، والمقابلات مع الخبراء، والمحاكاة الحاسوبية، بوصفها جزءًا من التوجه متعدد المنهجية من أجل جمع وتحليل البيانات (تسمى المخطط الإجمالي أو التثليث). يمكن للمرء أن يفكر أكثر في المنهج النوعي من ناحية مفاهيم (الوسائل) و (التوجه)، من أجل المساعدة على استكشاف المشهد غير المتجانس للبحث النوعي. فيمكن للمرء على وجه الخصوص ان يُحاجج بأن الباحثون النوعيون غالبًا ما يرفضون نماذج الصدق الخاصة بالعلوم الطبيعية، ويفضلون الاستقراء وعمليات وإجراءات البحث المولد للفرضيات (من خلال نماذج اختبار الفرضية)، ويتوجهون نحو استقصاء المعاني عوضًا عن السلوك، ويفضلون الحصول على البيانات في شكل كلمات وصور، التي تُستمد بشكل طبيعي ونموذجي (الملاحظة العميقة في مقابل التجريب على سبيل المثال).

## التاريخ
يشير عالم الاجتماع إيرل بابي إلى أن البحث النوعي قديم جدًا وجديد جدًا في آن واحد. يوثق بابي استخدام المناهج النوعية طوال العديد من القرون، إلا أن علماء الأنثروبولوجيا هم الذين قدموا مناهج البحث الميداني النوعي في مركز الصدارة خلال ملاحظاتهم للمجتمعات المختصة في القرن التاسع عشر. تتبع روبرت بوجدان في حلقاته الدراسية المتقدمة حول البحث النوعي، التاريخ الخاص بتطور المجالات، وارتباطها الوثيق الخاص بالإعاقة، بما في ذلك عمل زميله روبرت إدجرتون، ومؤسس الملاحظة التشاركية هوارد س. بيكر. ويصف روبرت بوجدان وساري بيكلن، مؤرخين البحث النوعي في كتابهم التربوي، بأنهم لم يصنفوا أبدًا كل من فرويد وبياجيه على سبيل المثال، ضمن المطورين للمدخل النوعي، على الرغم من أنهم اعتمدوا على دراسات الحالة والملاحظات والمقابلات العميقة.
رفض بعض الباحثين في أوائل القرن العشرين، المذهب الوضعي، وهو الفكرة النظرية القائلة بوجود عالم موضوعي يمكننا أن نستمد منه البيانات ثم نتحقق من تلك البيانات عبر التجريب. اعتنق هؤلاء الباحثون نموذج إرشادي (برادايم) للبحث النوعي، محاولين جعله دقيقًا مثل البحث الكيفي، وأنشأوا مناهج وفيرة في البحث النوعي. كانت تلك التطورات ضرورية لأن الباحثون النوعيون قد فازوا بجوائز المركز القومي، بالتعاون مع زملائهم الباحثين من الجامعات والمعاهد الأخرى؛ ودعمت الأقسام الجامعية الأخرى درجة الدكتوراه في كل من المجالين خلال العقود التالية. وتشتمل معظم الأبنية النظرية على عمليات فهم وتحليل نوعي، وبناء لتلك المفاهيم (نظريات ولفنسبرجر التي أعطت قيمة للدور الاجتماعي على سبيل المثال).
ساعد الانتشار المتزايد لأجهزة الكمبيوتر في السبعينيات والثمانينيات من القرن العشرين، في التحليلات النوعة، وظهرت العديد من المجلات ذات التركيز النوعي، واكتسبت حركة ما بعد الوضعية اعترافًا في الأوساط الأكاديمية. طُرحت أسئلة الهوية في أواخر ثمانينيات القرن العشرين، بما في ذلك قضايا الخطاب والمجتمعات العرقية والطبقية والجندرية، مما أدى بالبحث والكتابة إلى الاقتراب بشكل أكبر نحو الجانب التأملي. رُفض خلال تسعينيات القرن العشرين، فكرة الباحث أو المُلاحِظ السلبي، وأصبح البحث النوعي أكثر تشاركية وذو توجه نشط مع الدعم الآتي من الهيئات الفيدرالية، مثل المعهد القومي لبحوث الإعاقة وإعادة التأهيل، التابع لوزارة التعليم الأمريكية (على سبيل المثال، المراكز البحثية والتدريبية لإعادة التأهيل من أجل الحياة الأسرية والمجتمعية، 1990). وبدأ الباحثون أيضًا خلال ذلك الوقت، في استخدام مداخل ذات مناهج مختلطة، مما يشير إلى التحول في التفكير بشأن اعتبار أن المناهج النوعية والكيفية متنافرة بشكل جوهري. ومع ذلك لا يُعد هذا التاريخ منزهًا عن السياسة، مثلما ظهر في سياسات الأدلة (على سبيل المثال، الممارسات المبنية على دليل في مجال الصحة والخدمات الإنسانية)، ويُعد ما يمكن وصفه بأنه بحثًا علميًا في الدراسة، محلًا للجدل المستمر في الأوساط الأكاديمية.

## جمع البيانات والتحليل وتصميم البحث الميداني
تواجه البحوث النوعية العديد من خيارات التقنية من أجل استخلاص البيانات، والتي تتراوح بين ممارسة وتطور النظرية الأساسية والسرديات وحكاية القصص والشعر المنسوخ ومقابلات السرد الشخصي والإثنوغرافيا الكلاسيكية والدراسات الحكومية أو المتعلقة بالدولة وعروض الخدمات والأبحاث ومجموعات التركيز ودراسات الحالة والملاحظة التشاركية والمراجعة النوعية للإحصاءات من أجل التنبؤ بالأحداث المستقبلية أو التتبع، وأشياء أخرى كثيرة. تُستخدم المناهج النوعية في مداخل منهجية عديدة مثل بحوث الأفعال التي لها أساس سوسيولوجي أو نظرية الشبكة الفاعلة.
تُعد المقابلة بكافة صورها، المُعَدَة وشبه المُعَدة وغير المُعدة، بمثابة مصدر شائع للحصول على البيانات عن خصائص وتصنيفات المصالح. وتشمل المصادر الأخرى على مجموعات التركيز والملاحظة (دون وضع نظرية مُحدَدة سابقًا في الحسبان كالنظرية الإحصائية على سبيل المثال)، الملاحظات الميدانية التأملية والنصوص والرسومات والصور الفوتوغرافية والصور الأخرى والتفاعلات والممارسات التي سُجلت صوتيًا أو مرئيًا والوثائق الشخصية العامة (أي الرسمية)، والأحداث التاريخية والمواقع الإلكترونية ووسائل التواصل الاجتماعي.
يستخلص الباحث المعنى من كل البيانات المتوفرة من أجل التحليل النوعي للبيانات. وقد تُصنف وتُنظم البيانات في أنماط أو أنساق (مثل التحليلات وفقًا للموضوعات أو للأنماط) كأساس أولي لتنظيم نتائج الدراسة والإعلان عنها (مثل الأنشطة داخل المنزل؛ والتفاعلات مع الحكومة). يرتبط الباحثون النوعيون في الغالب بالمجال التربوي، فهم يعتمدون عادة على المناهج التالية لجمع المعلومات: الملاحظة التشاركية والملاحظة غير التشاركية والملاحظات الميدانية والمجلات التأملية ومقابلات السرد الشخصي والمقابلة المُعدة والمقابلة شبه المُعدة والمقابلة غير المُعدة وتحليل الوثائق والمواد.
يمكن أن تختلف طرق المشاركة والملاحظة بشكل كبير من وضع إلى وضع كما أظهرت هيلين شوارتزمان في كتابها التمهيدي عن (الإثنوغرافيا في المنظمات) عام 1993، أو كتاب آن كوبلاند وكاثلين وايت (دراسة العائلات) عام 1991. وتعد الملاحظة التشاركية بمثابة إستراتيجية للتعلم التأملي وليس منهج واحد للملاحظة، وقد وصِفت بأنها وسيطًا بين المشاركة وبين الملاحظة. يصبح الباحثون عادة في الملاحظة التشاركية، أعضاءً من الثقافة أو الجماعة أو الوضع قيد الدراسة، ويتبنون أدوارًا للتكيف مع ذلك الوضع. إن الهدف من القيام بذلك هو أن يلقي الباحث نظرة فاحصة على ممارسات ودوافع وانفعالات ثقافة ما. ويُقال إن قدرة الباحث على فهم تجارب ثقافة ما قد تصبح مُعاقة عندما يلاحظ فقط دون مشاركة.
تُنظم البيانات التي يُحصل عليها (والتي تصل إلى ألاف الصفحات من النصوص) إلى موضوع أو نمط محدد أو تمثيل لنظرية أو مدخل أو موضوع منهجي. وتوضع تلك الخطوة من التحليل النظري أو أسلوب تحليل البيانات قيد العمل بشكل أكثر (فعلى سبيل المثال، قد يحدث تحليل جندري/ جنساني؛ وقد يُطوَر تحليل للسياسة المقارنة). وتُستخلص فرضيات البحث البديلة، والتي تعطي في النهاية، الأساس لتقرير البحث من أجل مواصلة العمل في المجالات البحثية.
تركز بعض المناهج النوعية المميزة على استخدام مجموعات التركيز ومقابلات الرواة الأساسيين، وغالبًا ما تُحدد تلك الأخيرة من خلال الأساليب المتصاعدة المتطورة والنخبوية أحيانًا. يتضمن أسلوب مجموعة التركيز (على سبيل المثال، مورجان، 1988) تواجد مشرف يعمل على تسهيل المناقشة بين الأفراد المختارين في مجموعة صغيرة حول موضوع معين، مع تسجيل البيانات بخط اليد والفيديو، ويعد ذلك مفيدًا في مدخل البحث المنظم لدراسة ظاهرة بطرق متعددة في بيئات مختلفة، مع استبعاد أصحاب المصلحة البارزين غالبًا من العمليات التقليدية. ويعتبر هذا المنهج شائعًا بشكل خاص في أبحاث السوق واختبار المبادرات الجديدة مع العمال أو المستخدمين.

## القضايا المتعلقة بالباحثين النوعيين

### برمجيات تحليل البيانات النوعية بمساعدة الحاسوب

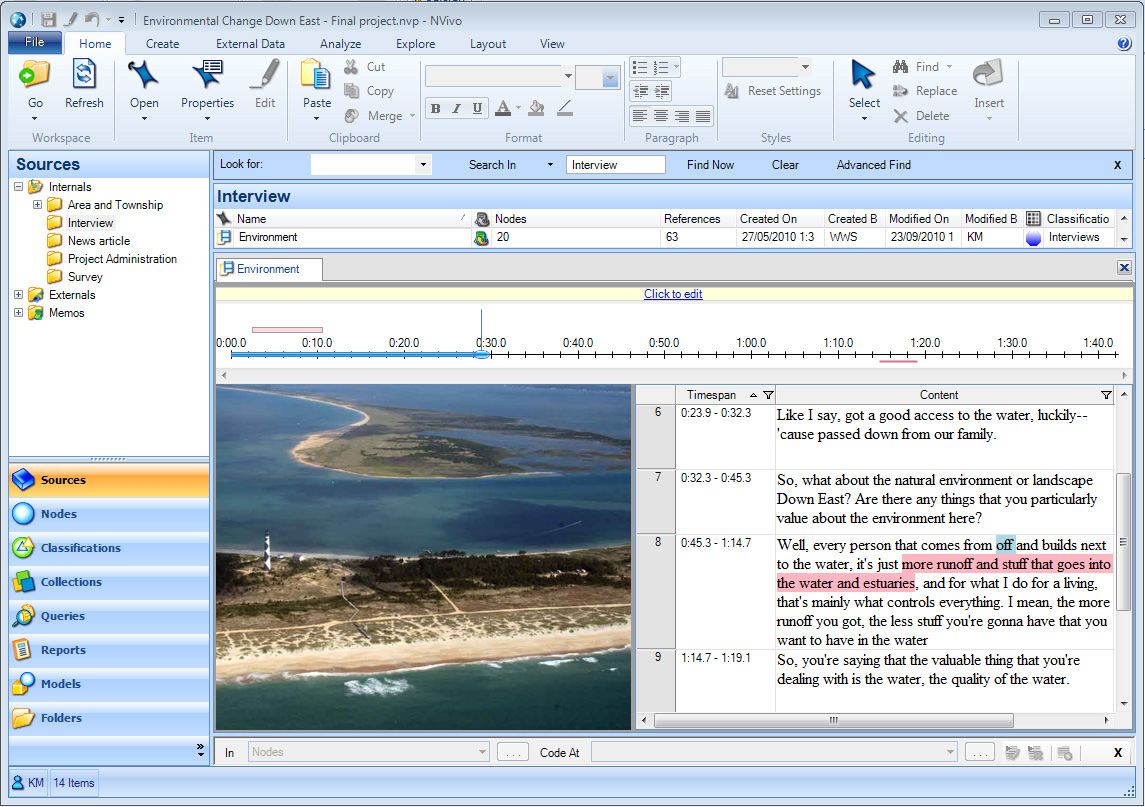
لقطة شاشة لنص ترميز مستخدم على برنامج إن فّيفّو.

يمكن دعم تحليلات البيانات النوعية المعاصرة عن طريق البرامج الحاسوبية (تسمى برمجيات تحليل البيانات النوعية بمساعدة الحاسوب). استخدمت هذه البرامج مع أو دون الترميز اليدوي المفصل أو العنونة. لا تحل هذه البرامج محل الطبيعة التفسيرية للترميز. وتهدف إلى تعزيز كفاءة المحللين في تطبيق واسترجاع وتخزين الرموز الناتجة عن قراءة البيانات. تعزز العديد من البرامج كفاءة تحرير الرموز ومراجعتها، ما يسمح بمشاركة العمل بشكل أكثر فعالية، ومراجعة الأقران، وفحص البيانات وتحليل مجموعات البيانات الكبيرة.
تشمل برامج تحليل البيانات النوعية الشائعة ما يلي:
- أطلس.تي آي
- ديدوز (مختلط الطرق)
- ماكس كيو دي إيه (مختلط الطرق)
- إن فّيفّو
- كيو دي إيه ماينر

انتقدت مناهج الترميز الكمي لأن هذا الترميز يفرز البيانات النوعية إلى فئات محددة مسبقًا (تشريعي) تعكس الفئات الموجودة في العلوم الموضوعية. ويقل التنوع والثراء والخصائص الفردية للبيانات النوعية أو تفقد حتى.
للدفاع ضد النقد القائل إن النهج النوعية للبيانات ذاتية للغاية، أكد الباحثون النوعيون أنهم يحافظون على بعض الثراء الممكن فقدانه في حال كانت نتائج أبحاثهم مختصرة إلى قائمة فئات محددة مسبقًا، عن طريق توضيح تعريفاتهم للرموز التي يستخدمونها وربط هذه الرموز بالبيانات الأساسية. يؤكد الباحثون النوعيون أيضًا أن إجراءاتهم قابلة للتكرار، ويقدر ذلك الباحثون ذوو التوجه الكمي.
يعتمد الباحثون أحيانًا على الحواسيب وبرمجياتها لمسح كميات كبيرة من البيانات النوعية وتقليلها. تعتمد أنظمة الترميز الرقمي، في أبسط مستوياتها، على عد الكلمات والعبارات ضمن مجموعة البيانات؛ تتضمن التقنيات الأخرى تحليل العبارات والمبادلات في تحليلات المحادثات. يمكن استخدام نهج محوسب لتحليل البيانات للمساعدة في تحليل المحتوى، خاصةً عندما يكون هناك مجموعة كبيرة لتفريغها.

## في علم النفس

### علم نفس المجتمع
أجري بحث سردي عن السيرة الذاتية في مجال علم نفس المجتمع. يمكن العثور على مجموعة مختارة من روايات السيرة الذاتية لعلماء نفس المجتمع في كتاب ستة من علماء النفس المجتمع يروون قصصهم: التاريخ والسياقات والسرد.

### علم نفس الصحة
تزايد استخدام الأساليب النوعية في مجال علم نفس الصحة في الأبحاث المتعلقة بفهم الصحة والمرض وكيفية بناء الصحة والمرض اجتماعيًا في الحياة اليومية. منذ ذلك الحين، اعتمد علماء النفس الصحيون مجموعة واسعة من الأساليب النوعية، شملت تحليل الخطاب، والتحليل الموضوعي، والتحليل السردي، والتحليل الظاهراتي التفسيري. في عام 2015، نشرت مجلة هيلث سيكولوجي عددًا خاصًا عن البحث النوعي.

### علم النفس الصناعي والتنظيمي
وفقًا لدولدور وزملائه، يستخدم علماء النفس التنظيمي البحث النوعي على نطاق واسع «في أثناء تصميم وتنفيذ أنشطة مثل التغيير التنظيمي، وتحليل احتياجات التدريب، والمراجعات الاستراتيجية وخطط تطوير الموظفين».

### علم نفس الصحة المهنية
رغم أن البحث في مجال علم نفس الصحة المهنية (أو إتش بّي) كان موجهًا كميًا في أغلب الأحيان، لكن استخدم بعض باحثي علم نفس الصحة المهنية طرقًا نوعية. يمكن لجهود البحث النوعية، إذا وجهت بشكل صحيح، أن توفر مزايا للباحثين في علم نفس الصحة المهنية الموجهين كميًا. تشمل هذه المزايا المساعدة في (1) تطوير النظرية والفرضيات، (2) إنشاء عنصر الاستقصاءات والمقابلات، (3) اكتشاف الضغوطات واستراتيجيات مواجهتها غير المحددة مسبقًا، (4) تفسير النتائج الكمية التي يصعب تفسيرها، (5) فهم سبب فشل بعض تدخلات تقليل التوتر ونجاح بعضها الآخر، و (6) تقديم أوصاف غنية للحياة المعيشية للأشخاص في العمل. وحد بعض محققي علم نفس الصحة المهنية بين الأساليب النوعية والكمية في دراسة واحدة (مثل، إلفيرنغ وآخرون، [2005])؛ استخدم هؤلاء المحققون أساليب نوعية لتقييم ضغوط العمل التي يصعب التأكد منها باستخدام المقاييس المعيارية والأدوات المعيارية المعتمدة لتقييم سلوكيات المواجهة والمتغيرات التابعة مثل الحالة المزاجية.